# Присиваський заказник
Присива́ський — ботанічний заказник місцевого значення, розташований неподалік від села Любимівка Нижньогірського району, АР Крим. Створений відповідно до Постанови ВР АРК № 617 від 11 листопада 1979 року.

## Загальні відомості
Землекористувачем є р-п «Примор'є» КСП «Іскра», площа 1000 га. Розташований на північний схід від села Любимівка Нижньогірського району, складається з шести ділянок.
Заказник створений із метою охорони, збереження цінних природних комплексів та місць зростання ромашки лікарської, де зосереджені одні з найбільших запасів цього цінного ресурсного виду.